# Tchouna
Pour l’article homonyme, voir Ouda (homonymie).
La Tchouna (en russe : Чуна), aussi appelée Ouda, est une rivière de Russie qui coule dans l'oblast d'Irkoutsk et le krai de Krasnoïarsk, en Sibérie orientale. C'est en fait la branche source droite donnant naissance à la Tasseïeva, dont elle constitue le cours supérieur. C'est donc un sous-affluent de l'Ienisseï par la Tasseïeva, puis par l'Angara.

## Étymologie
Le nom Ouda de la rivière viendrait du mot bouriate Oudeit, le nom bouriate de la tribu des Merkits.

## Géographie
La Tchouna naît sur le versant nord des monts Saïan orientaux, en Tofalarie (sur la chaîne secondaire appelée monts de l'Ouda). Elle adopte d'abord la direction du nord-est, coulant au sein des montagnes de la partie sud de l'oblast d'Irkoutsk ; dans cette partie de la rivière, elle est connue sous le nom d'Ouda. Suivant un cours grosso modo parallèle à sa rivière-sœur la Birioussa, à mi-parcours elle change d'orientation en faveur du nord-nord-ouest, traversant le plateau de l'Angara. En fin de parcours, elle s'unit à la Birioussa pour former la Tasseïeva. 
En règle générale, la rivière est prise par les glaces à partir du mois de novembre jusqu'au mois d'avril.
Le bassin de la Tchouna est très riche en ressources minérales (or, zinc, fer, molybdène, etc.). La plus grande ville du bassin est Nijneoudinsk, située dans son cours supérieur. 

## Villes traversées
Dans l'oblast d'Irkoutsk :
- Nijneoudinsk
- Oktiabrski
- Tchounski

## Affluents
- La Tchoukcha (rive droite)

## Hydrométrie - Les débits à Tchounoïar
Le débit de la Tchouna a été observé pendant 19 ans (sur la période 1978-1999) à Tchounoïar, petite ville située à 168 kilomètres de son confluent avec la Birioussa. 
Le débit inter annuel moyen ou module observé à Tchounoïar durant cette période était de 285 m3/s pour une surface drainée de 51 600 km2, soit plus ou moins 90 % de la totalité du bassin versant de la rivière qui en compte 56 800.
La lame d'eau écoulée dans le bassin atteint donc le chiffre de 175 millimètres par an, ce qui peut être considéré comme modéré. 
Rivière alimentée en partie par la fonte des neiges, mais aussi par les précipitations estivales sous forme de pluie, la Birioussa est un cours d'eau de régime nivo-pluvial. 
Les hautes eaux ont lieu au printemps, aux mois de mai et de juin, ce qui correspond au dégel et à la fonte des neiges. Au mois de juillet, le débit baisse modérément, puis se stabilise à un niveau élevé pendant le reste de l'été et le début de l'automne.
Fin septembre, puis surtout en octobre et novembre, le débit de la rivière chute fortement, ce qui mène à la période des basses eaux. Celle-ci a lieu de novembre à mars inclus et correspond aux gels de l'hiver qui envahissent toute la région. 
Le débit moyen mensuel observé en mars (minimum d'étiage) atteint 44,2 m3/s, soit plus ou moins 6 % du débit moyen du mois de mai (maximum de l'année avec 744 m3/s), ce qui montre une amplitude des variations saisonnières, certes assez importante, mais moyenne dans le contexte sibérien.
Sur la période d'observation de 19 ans, le débit mensuel minimal a été de 19,2 m3/s en février 1979, tandis que le débit mensuel maximal s'est élevé à 1 110 m3/s en mai 1999.
En considérant la seule période estivale, libre de glaces (de mai à octobre inclus), le débit mensuel minimal observé a été de 166 m3/s en octobre 1982, niveau restant plus que confortable.  

## La Tchouna et la voie ferrée du BAM
Venue de Taïchet, à l'ouest, où elle est connectée au Transsibérien, la voie ferrée du Baikal Amour Magistral ou BAM, emprunte la vallée de la Tchouna entre Novotchounskoïe et Tchounskiï. A Tchounskiï (dont la gare porte le nom de Sosnovyïe Rodniki), les grumes coupées en amont arrivent par flottage et, chargées sur des wagons, poursuivent leur route en train.